# Штайниц (Верхняя Лужица)
Шта́йниц или Шче́ньца (нем. Steinitz; в.-луж. Šćeńcaо файле) — деревня в Верхней Лужице, Германия. Входит в состав коммуны Лоза района Баутцен в земле Саксония. Подчиняется административному округу Дрезден.

## География
Находится на западной окраине Минакальской пустоши в южной части района Лужицких озёр юго-западнее административного центра коммуны Лоза. Через деревню проходит автомобильная дорога К 9220.
Соседние населённые пункты: на севере — деревня Бедрихецы, на востоке — деревня Коблицы, на юго-востоке — деревня Высока и на западе — деревня Строжа коммуны Кёнигсварта.

## История
Впервые упоминается в 1306 году под наименованием Steinicz.
С 1945 по 1948 год входила в коммуну Кольбиц, с 1948 по 1994 года — в коммуну Вайсиг. С 1994 года входит в современную коммуну Лоза.
В настоящее время деревня входит в состав культурно-территориальной автономии «Лужицкая поселенческая область», на территории которой действуют законодательные акты земель Саксонии и Бранденбурга, содействующие сохранению лужицких языков и культуры лужичан.
Исторические немецкие наименования.
- Steinicz, 1306
- Steynicz, 1410
- Steynicz, 1469
- Steinitz, 1622

## Население
Официальным языком в населённом пункте, помимо немецкого, является также верхнелужицкий язык.
Согласно статистическому сочинению «Dodawki k statisticy a etnografiji łužickich Serbow» Арношта Муки в 1884 году в деревне проживало 281 человек (из них — 278 серболужичан (99 %)).
Лужицкий демограф Арношт Черник в своём сочинении «Die Entwicklung der sorbischen Bevölkerung» указывает, что в 1956 году при общей численности в 438 человек серболужицкое население деревни составляло 53,2 % (из них верхнелужицким языком владело 173 взрослых и 60 несовершеннолетних).
| 1825 | 1871 | 1885 | 1905 | 1925 | 1939 | 1946 | 1950 | 1964 | 1990 |
| ---- | ---- | ---- | ---- | ---- | ---- | ---- | ---- | ---- | ---- |
| 234  | 267  | 249  | 237  | 289  | 305  | 728  | 482  | 404  | 358  |